# 79-я гвардейская реактивная артиллерийская бригада
79-я гвардейская реактивная артиллерийская Новозыбковская Краснознамённая, орденов Суворова и Александра Невского бригада (сокр. 79 реабр, в/ч 53956) — тактическое соединение Сухопутных войск Российской Федерации.
Формирование входит в состав Московского военного округа. Пункт постоянной дислокации — г. Тверь Тверской области.

## История
Историческим предшественником бригады является 84-й гвардейский миномётный Новозыбковский Краснознамённый, орденов Суворова и Александра Невского полк, принимавший участие в Великой Отечественной войне. 79-я гвардейская реактивная артиллерийская бригада наследует его боевую славу, знамя, награды и почётное наименование.
В годы ВОВ на вооружении 84-го гв. минп стояли 132-мм РСЗО БМ-13, на базе Chevrolet G7117.
В действующей армии: 25.08.1942 — 9.02.1943, 15.03.1943 — 9.05.1945.
Полк принял участие в наступательной операции «Уран» в Сталинградской битве, ставшей переломной во всей войне, в дальнейшем полк принимал участие на фронтах: ЦентрФ (1943), БелФ (с 10.1943), 2 БелФ (1945), 3 БелФ (4.1945).
Состав полка: 114 / 1, 299 / 2, 350 (2 ф.) / 3;

### Командиры полка
Подполковник Прокопов Иван Григорьевич (9.1942 — 4.1943, затем НШ 2 ГМД), майор / подполковник Цыганов Иван Фёдорович (с 4.1943 до 15.08.1943, затем Нач. АОГ ГМЧ ЦентрФ), майор Воблый Никифор Иванович (с 15.08.1943 до 12.1943, затем замком 37 ГМП), майор / подполковник Коломиец Михаил Маркович (с 12.1943 — 1946);
Замком по с/ч майор Стригун Борис Самойлович (с 7.1944, в 9.1945 — НШ 10 ГМБр);
Нач.штаба — (пом. нач.штаба) ст. л-т Кошелев Владимир Георгиевич (9.1942, затем ком-р 299 огмд), майор Ананич Алексей Данилович (с 1942, с 1944 — замком по с/ч 31 ГМБр), майор Пальгов Николай Николаевич (7.1943, с 4.1944 — ком-р 94 ГМП), майор Борисов Сергей Михайлович (1944, в 6.1945 — и.о ком-ра полка), майор Буханик Николай Алексеевич (11.1945);
Военком бат.ком Саенко А. (1942).

#### Командиры дивизионов
- 114 огмдн / 1 — майор Бондаренко Иван Иванович (до 10.1942, затем ком-р 79 ГМП), капитан Колбасов Павел Васильевич (7.1943), капитан Кулик Николай Павлович (с 1944);
- 299 огмдн / 2 — капитан Львов Павел Иосифович (1942, с 8.1942 — ст. пнш), капитан Кошелев Владимир Георгиевич (умер от ран — 17.01.1943), капитан Вараксин Арсентий Григорьевич (с 1943), майор Пущик Иван Маркович (1945, умер 15.07.1945); нш д-на ст. л-т Докукин Иван Герасимович (убит 2.08.1943), ст. л-т Бельшин Анатолий Александрович (1944);
- 350-й огмдн (2-е ф.) / 3 — капитан Тихонов Алексей Иванович (с 1.1943), капитан Верин Николай Васильевич (с 1.1944, в 8.1945 — ком-р 1-го д-на 67 ГМП), майор Буханик Николай Алексеевич (7.1944, в 1945 — НШ полка); нш д-на капитан Коваленко Терентий Никитич (6.1944).

## После войны
Хронология формирований соединения:
- 1942 — 84-й гвардейский миномётный полк[7]
- 1956 — 11-я реактивная миномётная бригада
- 1960 — 181-я гвардейская ракетная бригада
- 1991 — 3-я гвардейская реактивная бригада
- 1992 — 79-я гвардейская реактивная артиллерийская бригада

11-я реактивная миномётная бригада была первоначально в составе 115-й артиллерийской дивизии, после расформирования которой, 11-я реаминбр переформирована в 181-ю гвардейскую ракетную бригаду и передана в состав 5-й гвардейской танковой армии БелВО. В дальнейшем 181-я рбр переподчинена 1-й гвардейской танковой армии в ГСВГ, находясь до конца Холодной войны в ГДР. После передислокации в Россию переформирована в 3-ю гвардейскую реактивную бригаду и расформирована. Заново бригада сформирована в 1992 году с полным наименованием — 79-я гвардейская реактивная артиллерийская Новозыбковская Краснознамённая, орденов Суворова и Александра Невского бригада.

## Описание
79-я гвардейская реактивная артиллерийская бригада является соединением прямого подчинения командованию округа. Учения бригады проходят на полигонах Лужский и Капустин Яр. Для оценки эффективности поражения целей и корректировки огня артиллерии в ходе выполнения боевых стрельб применяются беспилотные летательные аппараты отечественного производства, оснащённые цифровыми средствами визуализации и передачи данных.

## Состав
Управление, три дивизиона РСЗО 9К58, каждый дивизион состоит из трёх батарей, батарея РСЗО включает две мобильные 12-ствольные боевые машины 9А54 и одну транспортно-заряжающую машину 9Т255. Кроме того батарея управления, рота материального обеспечения, взвод обслуживания и ремонта, инженерно-сапёрный взвод, комендантский взвод. Всего в бригаде: 18 ед. БМ 9А54 и 6 ед. ТЗМ 9Т255, 1 ед. ПРП-4; 6 ед. МТ-ЛБТ, автомобиль для топографической съёмки 1Т12-2М, радиопеленгационный метеорологический комплекс РПМК-1 «Улыбка», КСАУО (комплексная система автоматизированного управления огнём) 9С729М1 «Слепок-1».